# Erik Aaes
Erik Aaes (* 27. April 1899 in Nordby, Dänemark; † 19. März 1966 in Charlottenlund, Dänemark) war ein dänischer Szenenbildner.

## Leben
Nachdem Erik Aaes die dänische Marineschule besucht hatte, wurde er während des Ersten Weltkrieges Bühnenbildner am Folketeatret in Kopenhagen. Gleichzeitig arbeitete er als Szenenbild-Assistent für die dänische Filmgesellschaft Nordisk. 1921 arbeitete er unter Svend Gade für die deutsche Produktion von Hamlet mit Asta Nielsen in der Titelrolle. Erik Aaes blieb fortan im europäischen Ausland. Seinen Durchbruch als Szenenbildner erlangte er in Frankreich. Dort schuf er die Dekorationen für poetische und stimmungsvolle Filme von Alberto Cavalcanti und Jean Renoir. 
Zu Beginn der Tonfilmära kehrte Erik Aaes 1933 wieder zurück in sein Heimatland. Ab 1935 wurde er als Filmarchitekt geführt. Bis auf Arbeiten für den Regisseur Carl Theodor Dreyer wurde er nur noch in durchschnittlichen Unterhaltungsfilmen eingesetzt. 1959 und 1960 arbeitete er an den ersten drei deutschen Edgar-Wallace-Verfilmungen, die in den Studios in Kopenhagen gedreht wurden. Erst zu seinem Karriereende hin arbeitete Aaes für innovative junge dänische Regisseure wie Jörn Donner, Palle Kjaerulff-Schmidt und Henning Carlsen. Carlsen war auch der Regisseur seiner letzten Filmarbeit Hunger. 
Erik Aaes hat eine Tochter, die als Kostümbildnerin beim Film arbeitet.

## Filmografie (Auswahl)
- 1921: Hamlet
- 1925: Die zwei Leben des Mathias Pascal (Feu Mathias Pascal)
- 1928: Auf der Reede (En Rade)
- 1928: Das kleine Mädchen mit den Schwefelhölzern (La Petite Marchande d'Allumettes)
- 1928: Der Drückeberger (Tire au Flanc)
- 1943: Tag der Rache (Vredens Dag)
- 1955: Das Wort (Ordet)
- 1957: In letzter Minute (Hidden Fear)
- 1957: Für zwei Groschen Zärtlichkeit
- 1958: Der Mann, der nicht nein sagen konnte
- 1959: Der Frosch mit der Maske
- 1960: Der rote Kreis
- 1960: Kein Pardon nach Mitternacht (Den Sidste Vinter)
- 1960: Herr Puntila und sein Knecht Matti
- 1960: Die Bande des Schreckens
- 1965: Die Flottenpflaume (Fladens Friske Fyre)
- 1965: Ich eine Frau (Jag – En Kvinna)
- 1966: Hunger (Sult)